# Okręty podwodne projektu 949A
Okręty podwodne projektu 949A (seria: Antej, NATO: Oscar II) – radzieckie, a następnie rosyjskie okręty podwodne o napędzie jądrowym, skonstruowane do zwalczania jednostek nawodnych, w tym przede wszystkim amerykańskich lotniskowców i ich grup uderzeniowych. Podstawowym uzbrojeniem okrętu projektu 949A są wystrzeliwane ze specjalnych kontenerów umieszczonych po bokach kadłuba przeciwokrętowe pociski manewrujące P700 Granit (NATO - SS-N-19 Shipwreck) oraz torpedy kalibru 650 i 533 mm. Okręty tego typu należą do kategorii okrętów rakietowych, określanej w nomenklaturze NATO jako SSGN (atomowe okręty podwodne, przenoszące pociski manewrujące). Prawdopodobnie dwanaście wybudowanych jednostek tego projektu, należy do największych okrętów podwodnych świata, ustępując w tym zakresie jedynie radzieckim okrętom projektu 941 (NATO: Tajfun), oraz amerykańskim jednostkom typu Ohio.
Jednostki 949A stanowią rozwinięcie radzieckiego typu okrętów projektu 949. Prawdopodobnie wybudowano 12 jednostek tego projektu, którego jednostką wiodącą jest "Orenburg" noszący pierwotnie nazwę "Krasnodar", jednakże w służbie pozostaje dziś jedynie 10 okrętów. Jeden z okrętów tego typu - "Kursk", zatonął wraz z całą załogą 12 sierpnia 2000 na Morzu Barentsa.